# (553) Kundry
(553) Kundry es un asteroide perteneciente al cinturón de asteroides descubierto el 27 de diciembre de 1904 por Maximilian Franz Wolf desde el observatorio de Heidelberg-Königstuhl, Alemania.
Está nombrado por Kundry, un personaje de la ópera Parsifal del compositor alemán Richard Wagner (1813-1883).

## Características orbitales
Kundry forma parte de la familia asteroidal de Flora.